# Museo d'arte di Teshima

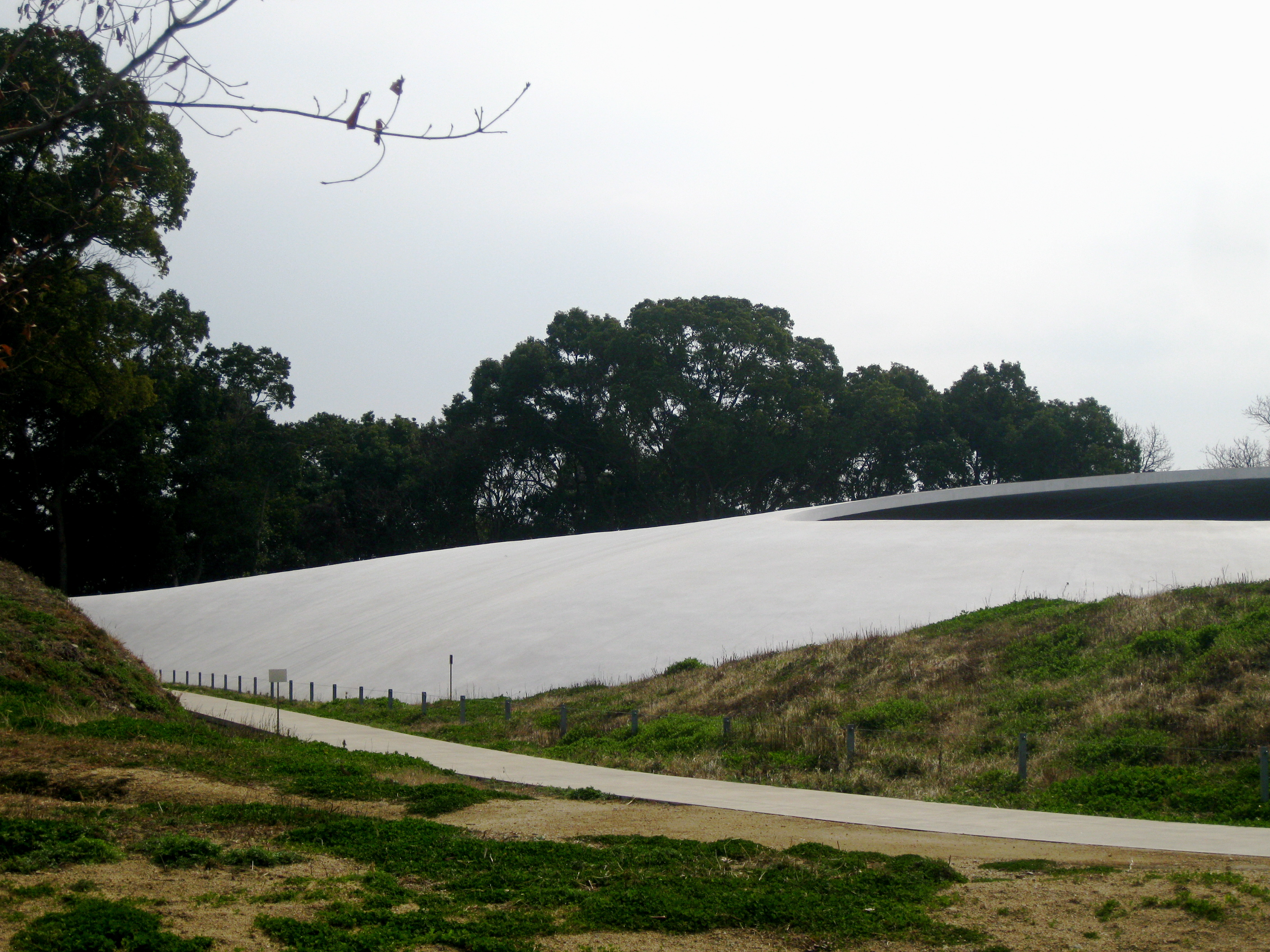
L'involucro esterno in cemento bianco

Il Museo d'arte di Teshima (豊島美術館?, Teshima bijutsukan, nome in lingua inglese: Teshima Art Museum) è un museo giapponese dedicato all'arte e all'architettura.
L'edificio sorge adagiato su un declivio collinare prospiciente il mare, sull'isola di Teshima, nel mare interno di Seto, facente parte della Prefettura di Kagawa.
Il progetto architettonico è firmato da Ryūe Nishizawa, cofondatore con Kazuyo Sejima dello studio SANAA (Sejima and Nishizawa and associates). Entrambi gli architetti hanno vinto il Premio Pritzker nel 2010.

## Ideazione e inaugurazione
La realizzazione fa parte un più ampio progetto della Triennale di Setouchi, promosso congiuntamente dalla Naoshima Fukutake Art Museum Foundation e dalla Benesse Corporation, tendente a rivitalizzare, e a risollevare dal declino, il tessuto demografico ed economico dell'intera regione delle isole del mare interno di Seto, mediante l'inserimento nel contesto paesaggistico di architetture contemporanee. Il progetto generale ha dato vita a una serie di iniziative, come il Museo d'arte Chichu di Tadao Andō (un museo sotterraneo sull'isola di Naoshima), il Lee Ufan Museum, l'Art House Project e il Benesse House Museum a Naoshima. Oltre a Tadao Andō e Kazuyo Sejima, sono stati coinvolti Hiroshi Sambuichi e Yukinori Yanagi (sull'isola di Inujima) e Shinro Ohtake (isola di Naoshima).
Il Museo d'arte di Teshima è stato inaugurato il 17 ottobre 2010 con l'esposizione dell'unica opera Matrix, una installazione permanente dello scultore Rei Nato dedicata all'acqua, un tema che si ricollega alla concezione di fondo del disegno architettonico.

## Architettura
La struttura ideata da Nishizawa si configura come un grande spazio espositivo vuoto, completamente privo di travi, delimitato da un sottile guscio di cemento il cui spessore non supera mai i 250 millimetri.
L'aspetto dell'involucro esterno, in forma di goccia d'acqua, si inserisce organicamente nel paesaggio assecondando il profilo naturale della collina nel quale la struttura è inserita.
L'edificio è privo di finestre ma è dotato, sulla copertura, di due grandi aperture ovali, prive di vetri, attraverso cui entra la luce che illumina l'interno. L'edificio risulta così una struttura aperta sul cielo e sull'oceano Pacifico in cui, insieme alla luce e al sole, hanno libero accesso gli uccelli e gli elementi naturali come la pioggia e il vento.
Vi si accede attraverso un lungo e tortuoso sentiero in cemento, che si inerpica sul pendio collinare, e che si presenta come una "protrusione" della struttura principale.